# 玉名市立小天東小学校
玉名市立小天東小学校（たまなしりつ おあまひがし しょうがっこう）は、熊本県玉名市天水町小天にあった公立小学校。
2020年（令和2年）3月末をもって閉校し、「玉名市立小天小学校」に統合された。

## 概要
歴史
1875年（明治8年）に創立。2020年（令和2年）に閉校し、144年の歴史に幕を下ろした。
校訓
「かしこく、なかよく、たくましく」
校章
橘（ミカン）の花弁を背景にして、中央に「東」の文字を配している。
校歌
作詞は橋元俊樹、作曲は岩代浩一による。歌詞は3番まであり、各番の歌詞中に校名の「小天東小学校」が登場する。
通学区域
玉名市のうち「下有所、上有所、赤仁田」であった。中学校区は玉名市立天水中学校であった。

## 沿革

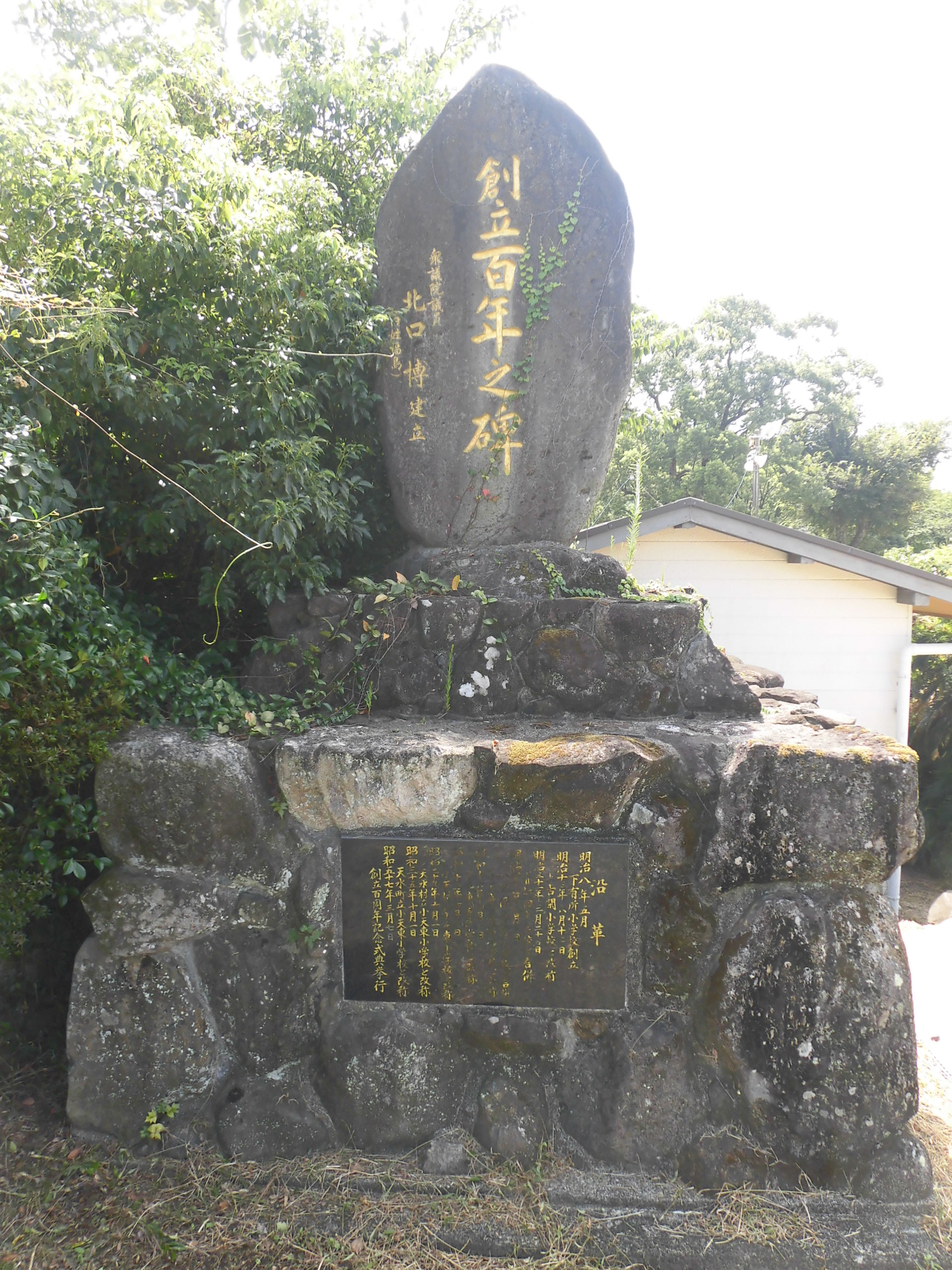
創立100周年記念碑

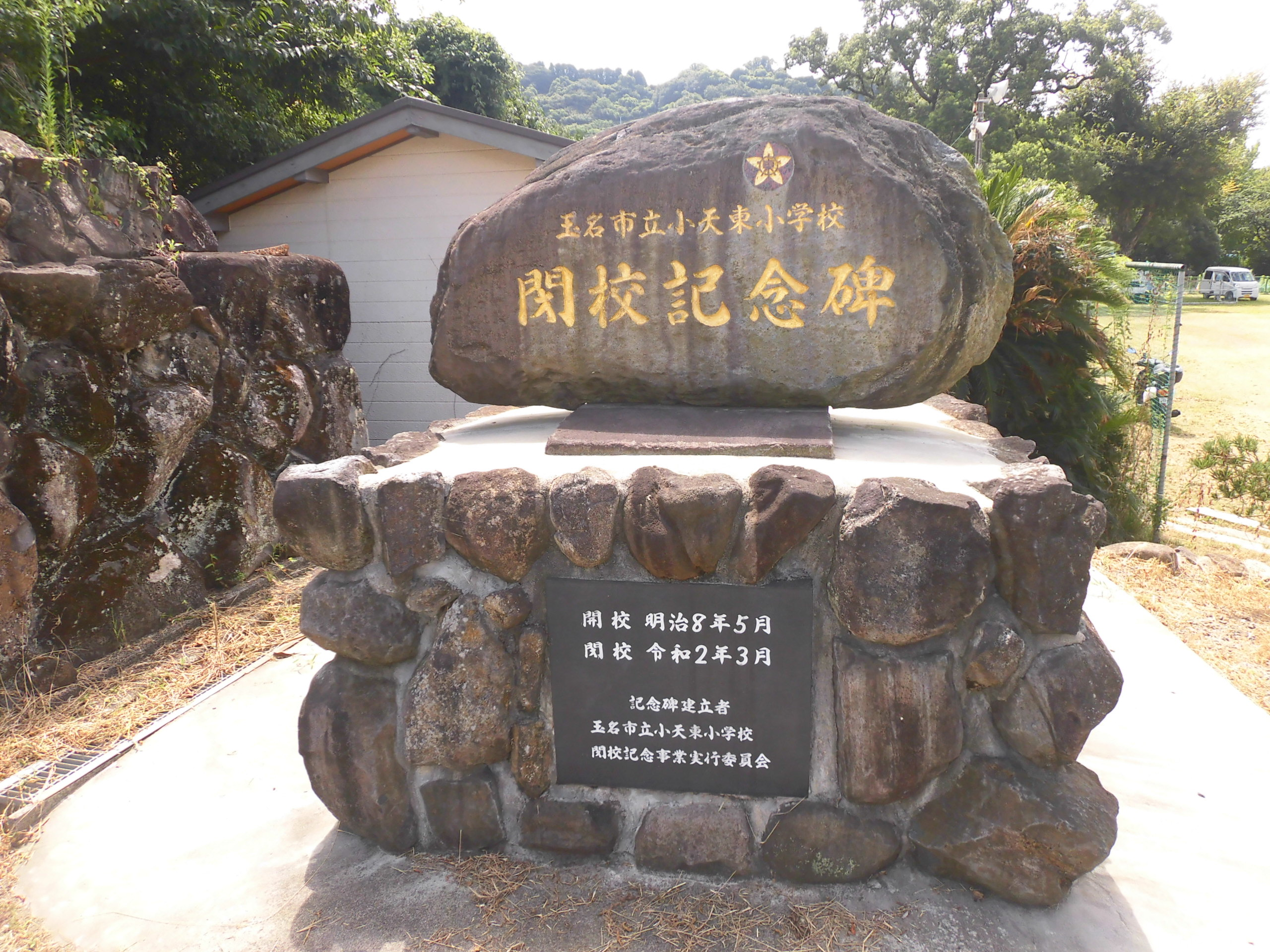
閉校記念碑

- 1875年（明治8年）5月 - 以下の2校が創立。
  - 「下有所小学校」- 下有所・八久保一円を校区とする。下有所の福嶋万年の邸宅内を教場とする。
  - 「赤任田小学校」- 上有所・赤仁田一円を校区とする。
- 1879年（明治12年）9月 - 下有所小学校の校舎が焼失し、10ヶ月あまりの休業を余儀なくされる。
- 1880年（明治13年）6月 - 下有所小学校が「上古閑小学校」に改称。「八久保小学校」が分離・独立。
- 1886年（明治19年）- 小学校令施行により、尋常科を設置の上、以下の様に改称。
  - 「尋常上古閑小学校」・「尋常八久保小学校」・「尋常赤任田小学校」と改称。
- 1889年（明治22年）4月1日 - 町村制の施行により、玉名郡「小天村」が発足。
- 1892年（明治25年）- 「上古閑尋常小学校」・「八久保尋常小学校」・「赤任田尋常小学校」と改称。
- 1896年（明治31年）3月 - 上古閑尋常小学校が赤任田尋常小学校を統合。元横島尋常小学校校舎を買収の上、上有所に移築。
- 1908年（明治41年）4月 - 改正小学校令により、尋常科（義務教育年限）が4年制から6年制に改められる。尋常科5年を新設。
- 1909年（明治42年）8月 - 上古閑尋常小学校と八久保尋常小学校が統合の上、「小天東尋常小学校」と改称。尋常科6年を新設。
- 1914年（大正3年）9月 - 最終所在地（小天2896番地）に移転を完了。
- 1926年（大正15年）4月 - 青年訓練所を併置。
- 1941年（昭和16年）4月1日 - 国民学校令施行により、「玉名郡小天村小天東国民学校」と改称。尋常科を初等科に改める。
- 1944年（昭和19年）
  - 2月 - 併設の小天東青年学校が統合のため閉校。
  - 4月 - 複式学級編制となる。
- 1947年（昭和22年）4月1日 - 学制改革（六・三制の実施）により、新制小学校「小天村立小天東小学校」に改組・改称。
- 1950年（昭和25年）
  - 8月 - 防火用水プールが完成。
  - 10月 - 木造2階建て校舎（4教室）が完成。
- 1954年（昭和29年）10月1日 - 2村（小天・玉水）合併で「天水村」が発足。「天水村立小天東小学校」と改称。
- 1959年（昭和34年）3月 - 新校舎（一部3階建て鉄筋木造折衷モルタル造り）が完成。運動場を拡張。
- 1960年（昭和35年）10月1日 - 天水村が町制施行により「天水町」となる。「天水町立小天東小学校」と改称。
- 1961年（昭和36年）
  - 9月 - 校門が完成。
  - 11月 - 牛乳給食を開始。
- 1968年（昭和43年）6月 - 天水町学校給食センターによる完全給食を開始。
- 1969年（昭和44年）3月 - プールが完成。
- 1975年（昭和50年）9月 - 放送室、保健室、資料室を新築。
- 1982年（昭和57年）
  - 2月 - 創立100周年記念校歌発表会を開催。
  - 3月 - 創立100周年記念式典を挙行。
- 1986年（昭和61年）3月 - 体育館が完成。
- 1989年（平成元年）6月 - 校舎改築のため、プレハブ校舎が完成し移転。
- 1990年（平成2年）4月 - 新校舎が完成。
- 1995年（平成7年）7月 - プールを改修。
- 2001年（平成13年）7月 - 学校評議員制度を導入。
- 2005年（平成17年）10月3日 - 「玉名市立小天東小学校」（最終名）と改称。
- 2008年（平成20年）4月1日 - 2学期制を導入。
- 2010年（平成22年）9月 - 校舎屋根に太陽光パネルを設置。
- 2020年（令和2年）
  - 2月22日 - 閉校記念式典を挙行。
  - 3月31日 - 玉名市立小天小学校への統合により閉校。
    - 閉校後の校舎は「株式会社サンナナ」の施設となっている[2]。

## 交通アクセス
最寄りの幹線道路
- 熊本県道332号小天下硯川線
- 熊本県道1号熊本玉名線

## 周辺
- 上有所公民館（農業集落多目的共同利用施設）
- 下有所公民館
- 小天東保育園
- 小天東郵便局
- 上古閑小学校跡
- 唐人川